# Branko Ficko
Branko Ficko, slovenski ekonomist in politik, * 29. oktober 1956, Murska Sobota.
Ficko, diplomirani ekonomist, je trenutno kot član Pozitivne Slovenije poslanec Državnega zbora Republike Slovenije.